# Niels Palladius
Niels Palladius, latinisiert auch Nicolaus Palladius (* 1510 in Ribe; † 17. September 1560 in Lund) war ein dänischer lutherischer Theologe. Von 1552 bis 1560 war er Superintendent (Bischof) im Bistum Lund.

## Leben
Niels Palladius war der jüngere Bruder von Peder Palladius, dem Reformator Dänemarks und erstem Bischof von Seeland (Sjælland). Nach dem Schulbesuch in Odense studierte er ab 1534 in Wittenberg, wo ihn sowohl Martin Luther als auch Philipp Melanchthon nachhaltig prägten, und erwarb 1540 den Titel eines Magisters. Anschließend wurde er Prediger in Maribo. Auf Betreiben seines Bruders wurde er 1550 oder 1551 zum Pfarrer an der Vor Frue Kirke in Kopenhagen berufen. Schon Ende 1551 wurde er zum Superintendenten des damals noch zu Dänemark gehörenden Bistums Lund gewählt und im April 1552 eingeführt. (Erst im 17. Jahrhundert nahmen die Superintendenten in Dänemark und Norwegen wieder den Bischofstitel an.) Dieses Amt bekleidete er bis zu seinem Tod.
Palladius wirkte vor allem durch Visitationen sowie durch eigene Veröffentlichungen und Übersetzungen von deutschen theologischen Werken an der Verankerung der lutherischen Lehre. Am bedeutendsten waren seine Regulæ quædam utiles ac necessariæ, concionatoribus observandæ (1556), ein Handbuch für die Predigtlehre, das bis ins 17. Jahrhundert nachgedruckt wurde. 1559 krönte er (in Vertretung seines erkrankten Bruders) König Friedrich II.